# Cincado

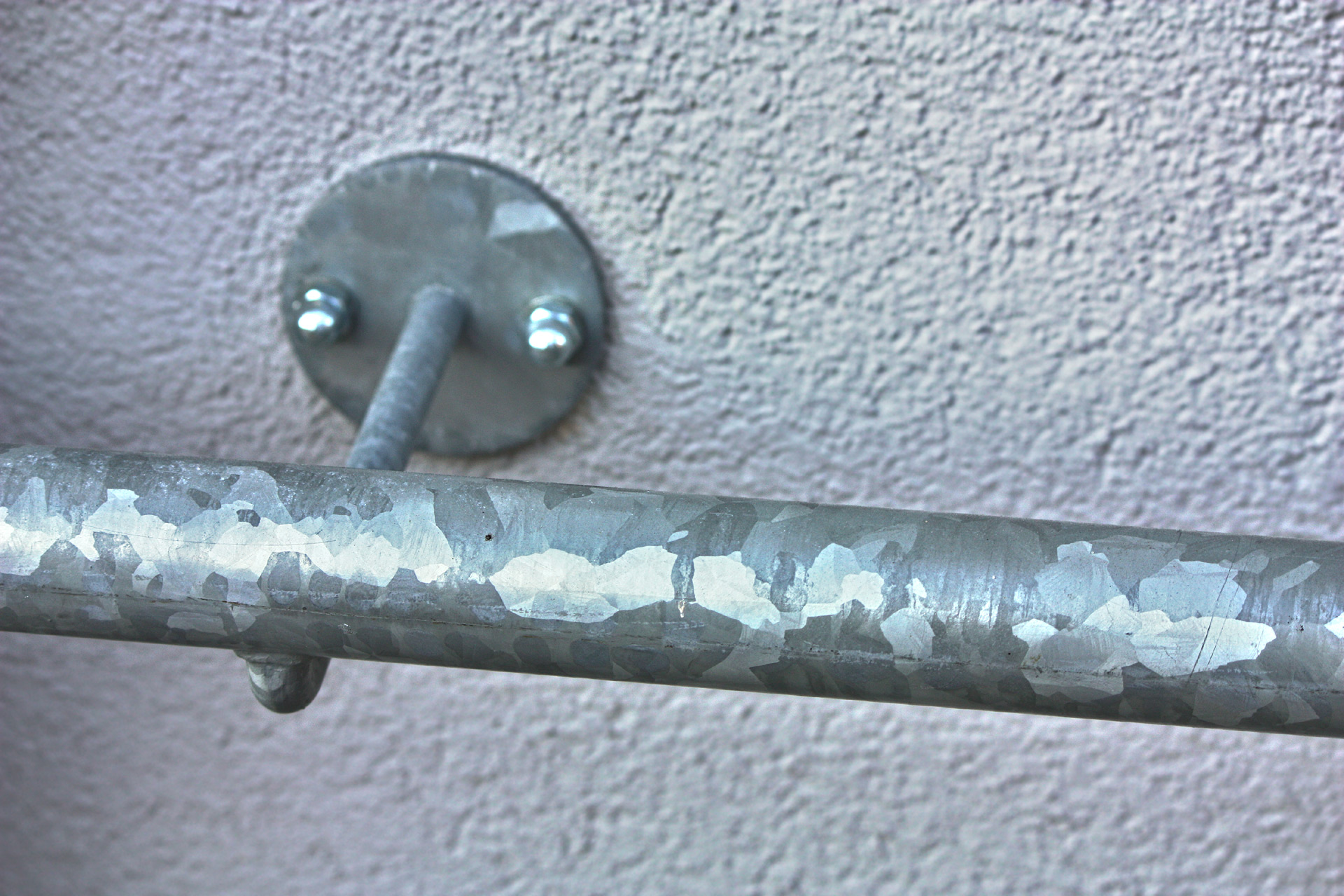
Imagen que muestra el acabado de la pieza de metal con el recubrimiento de cincado

El cincado es el recubrimiento de una pieza de metal con un baño de zinc para protegerla de la oxidación y de la corrosión, mejorando además su aspecto visual. El principio de funcionamiento se basa en que los átomos de cinc reaccionan con las moléculas del aire (especialmente oxígeno), oxidándose más rápido (por estar en la superficie) que el metal componente de la pieza, retardando la corrosión interna. 
El cincado puede obtenerse por procesos electrolíticos o mecánicos. Las partes metálicas se sumergen en un baño de cinc líquido a temperatura de fusión de 400 a 450 grados Celsius, consiguiendo un galvanizado. El cinc también puede adsorberse si se aplica como polvo y se coloca en un horno adecuado (sheradización), o se pulveriza a presión (metalización).  También existe el cincado ácido y el alcalino. La diferencia entre ambos es que en el alcalino se utilizan compuestos con cianuro. Debido a la toxicidad de este grupo químico se ha incrementado la utilización de la variante ácida, a pesar de requerir mayor control de la composición y la pureza. 
Según sea el tamaño de las piezas se emplean diversos métodos de cincado. Las piezas pequeñas se tratan a granel en tambores rotativos, mientras que para las de mayor tamaño se utiliza el cincado en bastidor, para disminuir el rozamiento en la superficie del material. En este caso, la pieza se limpia y se cuelga en un bastidor acorde a su forma. Después del baño electrolítico se consigue un espesor de recubrimiento medio de 6-12 micras. Para una mayor protección anticorrosiva del material, se aplica un pasivado cromatizado que le da además el aspecto final de la pieza, pudiendo ser blanco, amarillo o verde dependiendo de la protección y matiz que se desee obtener.